# Кошрагс
Ко́шрагс (латыш. Košrags, лив. Kuoštrõg) — ливское село, государственно значимый памятник градостроительства в Латвии.
Кошрагс — одно из самых молодых ливских поселений. В 1826 году в Кошрагсе насчитывалось 75 жителей. В середине 19 столетия в Кошрагсе работала первая сельская ливская школа. В настоящее время здесь находится 13 домов, из них только несколько используется для постоянного проживания.
Село Кошрагс было кандидатом для включения в список объектов всемирного наследия ЮНЕСКО в Латвии.

## Известные уроженцы
- Август Скадиньш, ливский поэт и прозаик
- Эдгар Ваалгамаа, ливский писатель и переводчик